# Міський стадіон (Барселуш)
Міський стадіон Барселуша або «Ештадіу Сідаде де Барселуш» (порт. Estádio Cidade de Barcelos) — стадіон у місті Барселуш, Португалія, що входить до муніципального спортивного комплексу Барселуша. Має 12 504 сидячих місць, здебільшого використовується для проведення футбольних матчів. Є домашнім стадіоном місцевого футбольного клубу «Жил Вісенте».
Відкриття стадіону відбулося 30 травня 2004 року матчем між ФК «Жил Вісенте» та уругвайським клубом «Насіональ», який завершився з рахунком 1:2. 

## Важливі події
У травні 2006 року був одним із шести стадіонів, обраних для проведення матчів фінальної частини молодіжного чемпіонату Європи з футболу. На стадіоні відбулися 2 матчі групового етапу турніру:
| Дата      | Матч                             | Рахунок | Раунд          |
| --------- | -------------------------------- | ------- | -------------- |
| 23 травня | Сербія і Чорногорія — Німеччина  | 0:1     | Матч групи «A» |
| 25 травня | Португалія — Сербія і Чорногорія | 0:2     | Матч групи «A» |

## Виноски
1. ↑  Стадіони Португалії [Архівовано 15 червня 2012 у Wayback Machine.] (англ.)